# 烈火青春 (1982年電影)
《烈火青春》，原片名《反斗幫》，是1982年上映的香港愛情電影，由譚家明執導，張國榮、湯鎮業、葉童及夏文汐主演，是1980年代香港新浪潮作品之一。本片入圍第2屆香港電影金像獎九項提名，並於2005年獲香港電影金像獎協會票選為「最佳華語片一百部」之一。
本片於上映當年轟動一時，其中夏文汐與湯鎮業在電車上纏綿的一幕引起社會很大迴響，被認為會為青少年帶來負面影響，導致電影因教育界強烈抗議而被勅令停映。
本片於2023年適逢面世41週年，現時版權持有人美亞娛樂聯同導演譚家明將之重新剪輯，務求還原至貼近當年構思，並將底片素材重新進行4K解像度數碼修復，於2023年4月6日在香港正式公映。

## 劇情
Pong（湯鎮業 飾）整天風花雪月，之後認識了留學日本歸來的Kathy（夏文汐 飾），見面幾次後很快就墜入愛河，兩個人想做就做，生活寫意，沒有生活負擔。他們的朋友Louis（張國榮 飾）和Tomato（葉童 飾）是臭味相投的一對，Louis是富家子弟，終日無所事事，而Tomato則是模特兒，他們相識的第一晚就上床。Tomato工作時認識了一位日本時裝界的活躍份子，她有意提攜四人，但令四人不幸捲入國際性的日本赤軍行動之中……

## 演員表
| 演員   | 角色     | 粵語配音 | 關係   |
| 張國榮 | Louis    | 張國榮   |        |
| 葉童   | Tomato   | 葉童     |        |
| 夏文汐 | Kathy    | 雷碧娜   |        |
| 湯鎮業 | Pong     | 曾秉輝   |        |
| 翁世杰 | 武田真輔 |          |        |
| 陳立品 |          | 陳立品   |        |
| 葉夏利 | 六叔     | 李學儒   | Pong父 |
| 李燕萍 |          | 李燕萍   | Pong母 |

## 製作

### 劇本
《烈火青春》的劇本始於導演譚家明邀請編劇陳冠中開拍一部「體現尼采的遊牧思想」的電影。此後半年，兩人經常黏在一起吃飯、逛街、購物，整理出茶餘飯後的奇想，漸成了一個劇本框架。後來電影終於開拍，惟才拍了一半就把拍攝預算花光，令製作陷入困境。於是投資方找來另外幾個名氣更大的編劇（邱剛健、金炳興、陳韻文、方令正）想辦法把電影埋尾，結果《烈火青春》後半段一個日本殺手把主角殺掉收場，並讓另一位導演唐基明拍攝。最終整部電影拍攝了一年零幾個月才殺青。

### 選角
導演譚家明一開始便看中張國榮的氣質和外表，視他為演譯富家子Louis的不二人選。相反，當時張國榮正欲改變戲路，不想再拍純情稚嫩的大孩子角色。故張在接這部戲時，得知主題是講述青年大膽奔放的故事，加上有一場戲需要與湯鎮業大打出手，便十分滿意，以為是一部可以展示其男子氣慨的電影。結果導演讓他演的是一個嬌生慣養的富家子，而那場打架戲的緣由是因為湯鎮業嘲笑他娘娘腔。
戲中兩名女主角葉童和夏文汐都是第一次拍戲，當年年僅19歲及17歲，而且首作便已出演床戲。試鏡時，素顏的葉童穿了一條爛牛仔褲就前往面試，導演叫她行幾步給他看，葉就這樣行來行去，後來得到了五洲世紀公司的三年合約，以合約月薪拍了《烈火青春》
。而另外一位女主角夏文汐，則是源於有編劇看過她之前拍的廣告，覺得很吻合電影中的Kathy一角，在通過張叔平、譚家明和關錦鵬三人的試鏡會面後，敲定了她的角色。

### 片名更動
《烈火青春》原片名為《反斗幫》，導演譚家明受訪時解釋改動片名的原因在於「名字筆劃學」。由於本片拍攝時屢遇阻滯，於是在其好友嚴浩推介下，請教了名字筆劃學的專家，改戲名為《烈火青春》。

## 停映重檢
《烈火青春》是一部青春愛情電影，4名主演均有親熱戲份，在上映之前片商已按照條例交付香港影視處進行電檢，並獲得放映許可。電影在公映前已上映了三次午夜場和一次日場，原定於1982年11月25日正式公映。惜布政司因接獲教育界抗議意識不良而下令停映，需發回重檢，開啟了電影二度送審的先河。最終片商刪剪了約150至250尺有關性愛及暴力的鏡頭後，方可於1982年11月26日公映。編劇陳冠中接受訪問時表示當時許多大膽的鏡頭都被剪掉，而電影和沖印公司在後來結業時也連隨拍攝底片一併消失。
民風比香港保守的台灣，因為電影尺度問題一直沒有片商引進上映。直至夏文汐聲名大噪，應邀到台灣演出電影《殺夫》，才又在1985年上映三年前的這部戲，然而台灣放映的版本仍然經過修剪。

## 電影歌曲
| 曲別   | 歌曲     | 作曲   | 作詞   | 編曲   | 演唱   |
| ------ | -------- | ------ | ------ | ------ | ------ |
| 主題曲 | 〈流浪〉 | 林敏怡 | 林敏驄 | 林敏怡 | 張國榮 |

## 獎項
| 年份 | 頒獎典禮            | 獎項             | 名字                                           | 結果              |
| ---- | ------------------- | ---------------- | ---------------------------------------------- | ----------------- |
| 1983 | 第2屆香港電影金像獎 | 最佳影片         |                                                | 提名              |
| 1983 | 第2屆香港電影金像獎 | 最佳導演         | 譚家明                                         | 提名              |
| 1983 | 第2屆香港電影金像獎 | 最佳劇本         | 邱剛健、陳冠中、陳韻文、方令正、譚家明、金炳興 | 提名              |
| 1983 | 第2屆香港電影金像獎 | 最佳男演員       | 張國榮                                         | 提名              |
| 1983 | 第2屆香港電影金像獎 | 最有前途新人     | 葉童                                           | 提名              |
| 1983 | 第2屆香港電影金像獎 | 最有前途新人     | 夏文汐                                         | 提名              |
| 1983 | 第2屆香港電影金像獎 | 最佳攝影         | 黃仲標                                         | 提名              |
| 1983 | 第2屆香港電影金像獎 | 最佳美術指導     | 張叔平                                         | 提名              |
| 1983 | 第2屆香港電影金像獎 | 最佳音樂         | 林敏怡                                         | 提名              |
| 1983 | 第2屆香港電影金像獎 | 十大華語片       |                                                | 獲獎              |
| 2005 | 香港電影金像獎協會  | 最佳華語片一百部 |                                                | 獲獎 (第七十三名) |

## 軼事
- 因電影監製無法在約定的日子付片酬，導致生氣的張國榮沒有為戲裡「什麼社會啊？我們就是社會」這句經典對白配音。現在片中聽到的這句，是副導演關錦鵬配上的聲音。[8]

## 外部連結
- 香港影庫上《烈火青春》的資料（繁體中文）
- 開眼電影網上《烈火青春》的資料（繁體中文）
- 豆瓣电影上《烈火青春》的資料 （简体中文）
- 时光网上《烈火青春》的資料（简体中文）
- AllMovie上《烈火青春》的资料（英文）
- 互联网电影数据库（IMDb）上《烈火青春》的资料（英文）